# رندة مرعشلي
رندة مرعشلي (7 يونيو 1973 - 21 أكتوبر 2015)، ممثلة سورية.

## عن حياتها
ولدت في حلب يعود أصل عائلتها إلى مدينة مرعش في جنوب تركيا. حاصلة على شهادة في الطيران قسم الحجوزات.
بداية مسيرتها الفنية من خلال المشاركة بالدوبلاج في عدد من أفلام الرسوم المتحركة، قبل أن تلتقي بالمخرج علاء الدين كوكش والذي أتاح لها فرصة المشاركة بمسلسل (حي المزار) عام 1999، لتشارك بنفس العام بمسلسل (ثلوج الصيف)، لتتوالى بعدها أعمالها والتي من أبرزها (الدبور، الشتات، صرخة روح) لقبت بفراشة الدراما السورية.

### حياتها الأسرية
تزوجت للمرة الأولى من الممثل طارق مرعشلي ورزقت منه بابنتها التي أصبحت ممثلة هيا مرعشلي بعدها انفصلت عنه وتزوجت من نورس عبود منذ عام 2003 ورُزقت منه بولدين جود وسيلينا.

### مشاركتها في الفيديو كليب
ظهرت في عام 2004 في كليب
«علوش» للمغني علي الديك وكليب «بتحبيه» للفنان هاني شاكر عام 2005.

## من أعمالها

### في السينما
- (2004): العريضة- فيلم قصير
- (2009): لكل ليلاه- فيلم قصير
- (2011): الشراع والعاصفة

### في التلفزيون
- (1999): ثلوج الصيف
- (1999): المتمرد
- (1999): حي المزار
- (2000): كان يا مكان ج4
- (2000): الرجل س
- (2001): أساطير شعبية
- (2001): طاش ما طاش 9
- (2001): سر الكنز
- (2001): أحلام لا تموت
- (2001): عش المجانين
- (2001): حمام القيشاني ج4
- (2002): مدام دبليو
- (2002): الوصية
- (2002): أحلام الفتى يقظان
- (2002): ورود في تربة مالحة
- (2003): ظرفاء ولكن
- (2003): الداية
- (2003): أبو المفهومية
- (2003): حروف يكتبها المطر
- (2003): الشتات
- (2004): عذراء الجبل
- (2004): أرواح عارية
- (2004): أزواج
- (2004): شخصيات على ورق
- (2005): بكرا أحلى
- (2006): بارود أهربوا
- (2006): نوادر وحكايا
- (2006): حكايا الليل والنهار
- (2006): تحولات
- (2006): شوفونا
- (2006): حسيبة
- (2007): جريمة بلا نهاية
- (2008): باب المقام
- (2009): صبايا ج2
- (2009): صراع المال
- (2009): دقات قلب
- (2009): بهلول أعقل المجانين ج3
- (2009): نصف القمر
- (2010): ما ملكت أيمانكم
- (2010): الشيخة
- (2010): رايات الحق
- (2010): الدبور ج1
- (2010): حكايا ومعارف
- (2011): كشف الأقنعة
- (2011): دليلة والزيبق ج1
- (2011): المفتاح
- (2011): هوامير الصحراء ج3
- (2011): أيام الدراسة ج1
- (2011): الدبور ج2
- (2012): أيام الدراسة ج2
- (2012): دليلة والزيبق ج2
- (2012): حائرات
- (2013): صرخة روح ج1
- (2015): دامسكو
- (2015): مدرسة الحب (آخر أعمالها).

### الدبلجة
شاركت مع مركز الزهرة في عدة مسلسلات في الدبلجة منها:
- المحقق كونان بدور أيومي.
- المدافعون بدور كامي.
- تاما والأصدقاء.

## الوفاة
توفيت يوم الأربعاء 21 أكتوبر 2015 بعد معاناة طويلة مع مرض سرطان الثدي والذي انتقل إلى الكبد عن عمر يناهز 42 عاما في المستشفى الإيطالي في دمشق.

## وصلات خارجية
- رندة مرعشلي على موقع قاعدة بيانات الأفلام العربية